# Pella jelineki
Pella jelineki  (лат.) — вид мирмекофильных жуков-стафилинид рода Pella из трибы Lomechusini (подсемейство Aleocharinae).

## Распространение
Северная Африка: Тунис (Al Kaf).

## Описание
Длина вытянутого тела 3,5 мм (бока субпараллельные), длина головы 0,52 мм, ширина головы 0,62 мм. Отличаются округлыми задне-боковыми углами переднеспинки. Основная окраска коричневая; усики и ноги красновато-жёлтые. Усики 11-члениковые. Голова фронтально округлая, с затылочным швом, без шеи. Длина глаз составляет 0,35 от ширины головы. Переднеспинка и надкрылья покрыты щетинками. Задние крылья развиты. Формула лапок (число члеников в передних, средних и задних ногах): 4—5—5. Лигула без щетинок, но с сенсиллами. Биология не исследована, но предположительно, как и другие виды своего рода имеют мирмекофильные связи с муравьями, падальщики и хищники. Вид был впервые описан в 2006 году японским колеоптерологом М. Мураямой (Munetoshi Maruyama; Department of Zoology, National Science Museum, Токио, Япония). Видовое название дано в честь чешского энтомолога Dr. Josef Jelinek (NMP, Прага, Чехия).